# Seterio
Seterio is een bestuurslaag in het regentschap Banyuasin van de provincie Zuid-Sumatra, Indonesië. Seterio telt 5137 inwoners (volkstelling 2010).